# Kertosari (Tanjung Sari)
Kertosari is een bestuurslaag in het regentschap Lampung Selatan van de provincie Lampung, Indonesië. Kertosari telt 7785 inwoners (volkstelling 2010).